# Ann Bonfoey Taylor
Ann Bonfoey Taylor (* 3. Dezember 1910 in Ardmore, Pennsylvania; † 28. Oktober 2007 in Denver, Colorado) war eine US-amerikanische Flugpionierin, Modeschöpferin und Fotomodell.

## Leben
Taylor wuchs in Quincy, Illinois, auf und wurde wie auch ihre drei Brüder frühzeitig durch ihren Vater für das Fliegen begeistert. Als sie zwölf Jahre alt war, heuerte ihr Vater einen Piloten an, der ihr das Fliegen beibrachte.
Im Jahr 1928 heiratete sie James Cooke. Aus der Ehe entsprangen zwei Kinder. 1930 trat sie in Wimbledon bei Tennisturnieren an. Das Ehepaar ließ sich in Vermont nieder, wo Taylor im Wintersportgebiete Stowe mit dem Skifahren begann. 1939 wurde sie ins amerikanische Olympia-Skiteam aufgenommen. Sie trainierte für die Olympischen Winterspiele 1940, die jedoch nach Ausbruch des Krieges abgesagt wurden. Gleichzeitig ließ sich ihr Ehemann von ihr scheiden. Danach wandte sie sich erneut dem Fliegen zu und nutzte ihre Pilotenlizenz als Broterwerb. Mit Einstieg der Vereinigten Staaten in den Zweiten Weltkrieg wurde sie Fluglehrerin und unterrichtete Piloten der US Navy und US Army.
Nach Kriegsende musste sie sich eine neue Tätigkeit suchen und kehrte nach Stowe zurück, wo sie mit dem Design eigener Skianzüge begann. Nach einer ersten erfolgreichen Skiwear-Party mit ihren Freunden, zeigte Taylor ihre Entwürfe ihrer Freundin Diana Vreeland, einer Redakteurin des Modemagazins Harper’s Bazaar. Im Januar 1946 war ihre Skiwear-Mode erstmals auf dem Cover des Magazins zu sehen. Bald wurde ihre Mode auch in weiteren Modemagazinen präsentiert und in angesagten New Yorker Boutiquen verkauft.
1947 heiratete sie Vernon „Moose“ Taylor junior. 1954 zog das Ehepaar nach Denver um. Ab 1963 gründeten sie eines der ersten Chalets im Skigebiet Vail.
In Berichten der Vogue, Town & Country und anderen Magazinen wurde über Taylors Jetset-Leben und ihre elegante Mode berichtet, wodurch sie über die Jahre zu einer Modeikone wurde. Sie wurde unter anderem von Louise Dahl-Wolfe, Edward Steichen und Toni Frissell fotografiert. 1967 wählte Harper’s Bazaar sie unter die „100 Great Beauties of the World“.
Taylor verstarb 2007 im Alter von 96 Jahren und hinterließ ihren Ehemann, fünf ihrer insgesamt sechs Kinder und 11 Enkel. Ihre Familie spendete ihre gesamte Modekollektion dem Phoenix Art Museum. Die Kuratorin des Museums, Dennita Sewell, organisierte 2011 die Ausstellung Fashion Independent: The Original Style of Ann Bonfoey Taylor, die 2013 erneut im Georgia Museum of Art zu sehen war. Die Ausstellung umfasste Stücke von Designern wie Mariano Fortuny, Charles James, James Galanos, Cristóbal Balenciaga, Hubert de Givenchy und Madame Grès. Außerdem waren einige von Taylors eigenen Ski- und Sportbekleidungsentwürfen sowie Accessoires von Hermès, Louis Vuitton, Gucci und Henry Maxwell zu sehen.